# تامارا دانز
تامارا دانز (به آلمانی: Tamara Danz) خواننده و ترانه‌سرای مشهور آلمان شرقی بود. او فعالیت هنری خود را از دهه ۷۰ میلادی آغاز کرد و خواننده گروه راک سیلی بود.
تامارا در سن ۴۳ سالگی جان خود را به دلیل سرطان سینه از دست داد.

## زندگی
دانز در برایتونگن واقع در آلمان شرقی متولد شد. دوران کودکی وی در رومانی و بلغارستان سپری شد.
او اولین خوانندگی خود را در سال ۱۹۷۱ در برلین شرقی با گروه Die Cropies انجام داد.
پس از دو سال تحصیل در دانشگاه، او از ادامه تحصیلات زبانشناسی سر باز زد و با این حال نتوانست در مدرسه عالی موسیقی هانز آیسلر پذیرفته شود.
او به فعالیت‌های هنری خود همچون آواز خواندن با گروه‌های مختلف ادامه داد.
یکی از این همکاری‌ها، کار با یک گروه آوازی با گرایش سیاسی به نام اکتبرکلوب بود. سرانجام در سال ۱۹۷۷، پس از سه سال تحصیل، دیپلم خود را از مدرسه موسیقی فریدریشس هاین دریافت کرد. این دیپلم در آن زمان از ضرورت‌های کار حرفه‌ای در عرصه موسیقی آلمان شرقی برای به حساب می‌آمد.
او در ۱۹۷۸ به گروه موسیقی خانوادگی سیلی پیوست. او در سال ۱۹۸۱ به عنوان بهترین خواننده زن راک آلمان شرقی انتخاب شد و بعد از آن هم توانست سه بار این عنوان را در سال‌های ۱۹۸۳، ۱۹۸۵ و ۱۹۸۶ از آن خود کند.

## سال‌های پایانی و مرگ
تامارا دانز در سال ۱۹۹۵ در حالی که مشغول ضبط آخرین آلبوم گروه سیلی به نام پاداردایس بود، با علائم سرطان سینه روبرو شد. پیش از مرگش با اووه هاسبکر ازدواج کرد و مدت کوتاهی پس از آن در ۲۲ ژوئیه ۱۹۹۶ جان خود را از دست داد.